# 長庚醫療財團法人
長庚醫療財團法人（英語：Chang Gung Medical Foundation），通稱長庚紀念醫院、長庚醫院、長庚，是台塑集團創辦人王永慶為紀念其父王長庚而捐助設立的醫療財團法人機構，為臺灣規模最大的私立醫院體系。現於臺灣境內設有7間醫院、1間診所、4間護理之家；除了直營醫療院所之外也受委託經營高雄市立鳳山醫院與新北市立土城醫院。
於1973年3月26日設立，原名財團法人長庚紀念醫院，2009年3月配合《醫療法》修正改為現名。除醫療本業外，長庚於股票投資、美食街營運、處分資產等業外獲利高達每年新台幣百億元，更是台塑四寶等集團相關企業大股東，連續多年名列台灣醫療機構獲利榜首。

## 歷史

### 沿革
- 西元1973年（民國62年）3月26日，財團法人長庚紀念醫院完成設立登記。
- 西元1976年（民國65年）12月1日，台北分院開幕。
- 西元1978年（民國67年）12月1日，林口總院開幕，首任院長羅慧夫、副院長張錦文。
- 西元1985年（民國74年）4月5日，基隆分院開幕。
- 西元1986年（民國75年）1月1日，高雄分院開幕。
- 西元1993年（民國82年）4月4日，林口總院兒童醫院設立（後與林口總院合併）。
- 西元1995年（民國84年）11月12日，高雄分院兒童醫院設立。
- 西元2000年（民國89年）8月2日，與桃園聖保祿醫院醫療交流合作。
- 西元2000年（民國89年）2月23日，受高雄縣政府委託經營高雄縣立鳳山醫院（今高雄市立鳳山醫院）。
- 西元2002年（民國91年）1月16日，嘉義長庚紀念醫院開幕。
- 西元2003年（民國92年）12月15日，桃園分院開設，同時設立長青院區。
- 西元2005年（民國94年）1月，附屬醫療設施長庚養生文化村設立。
- 西元2006年（民國95年）11月3日，設立基隆情人湖院區。
- 西元2008年（民國97年）5月，海外開設分院。
- 西元2009年（民國98年）3月30日，更名為長庚醫療財團法人。所屬各醫院併同更名。
- 西元2009年（民國98年）12月28日，雲林長庚紀念醫院開設。
- 西元2014年（民國103年）7月25日，長庚醫療財團法人與新北市政府就「新北市立土城醫院BOT案」簽署合約。
- 西元2020年（民國109年）4月23日，受新北市政府委託經營新北市立土城醫院，同時新北市立土城醫院開幕。
- 西元2025年（民國114年）1月1日受高雄市政府委託經營高雄市立大同醫院。

### 技術革新
- 1984年3月24日，長庚醫院完成台灣首例肝臟移植手術。
- 1984年4月1日，長庚醫院完成亞洲首例胰臟移植手術。

### 爭議事件
- 2017年6月起，長庚醫院為減少急診部門的虧損精簡該部門人力，爆發急診醫師集體出走潮而引發輿論關注[4]，爾後在董事長王瑞慧將決策主委李石增免職，衛福部介入調查後暫告一段落，但已有不少急診醫師離開長庚醫療體系[5]。
- 2017年9月，林口長庚醫院遭病患家屬投訴加護病房管制有問題，部分工作人員進出病房未著隔離衣，恐造成病患有感染疑慮。[6]

## 相關醫療機構

### 所屬醫院
- 基隆長庚紀念醫院

地址（基隆院區）：基隆市安樂區麥金路222號

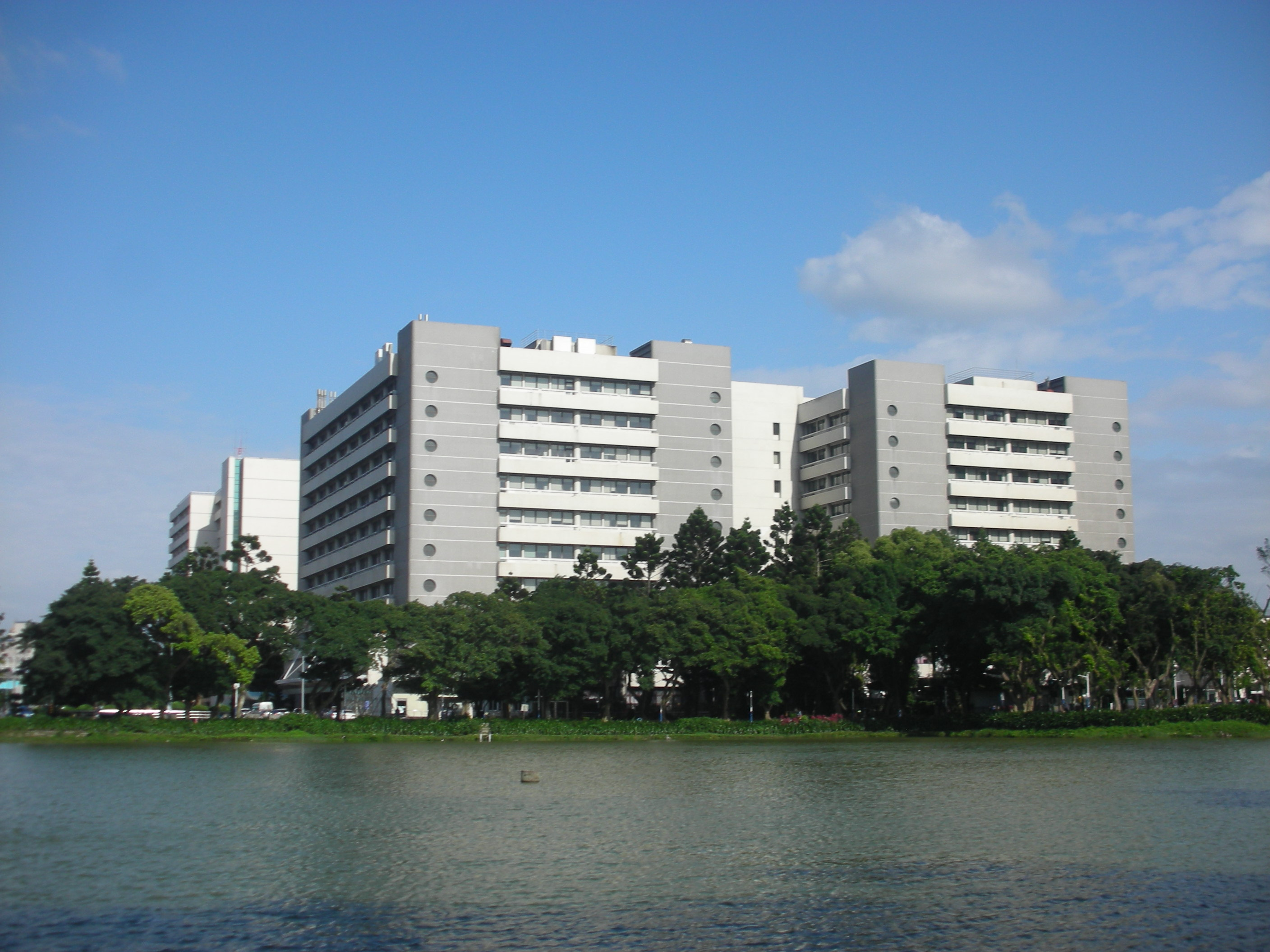
林口長庚紀念醫院

地址（情人湖院區）：基隆市安樂區基金一路208巷200號
成立於西元1985年4月5日，別稱基隆長庚。院本部位於基隆市安樂社區，現有涵蓋內外婦兒急診等各種科別及細專科，設有癌症治療中心、心臟衰竭中心、正子影像中心、慢性腎病防治中心、RTO直線加速器治療中心、血友病專診，為台灣東北部重度級緊急醫療後送醫院。分支院區「情人湖院區」位於情人湖附近，西元2006年12月4日開幕並開始門診業務，一般內科、血液腫瘤科、精神科及復健科等科種於情人湖院區提供住診服務。
- 台北長庚紀念醫院

成立於西元1976年12月1日，別稱台北長庚，位於臺北市敦化北路的台塑大樓旁邊。與林口長庚併稱「北院區」，院務合一處理。
- 林口長庚紀念醫院

地址：桃園市龜山區復興街5號
成立於西元1978年12月1日，別稱林口長庚，坐落於林口新市鎮內；雖然以「林口」命名，但實際上位於桃園市龜山區。設有醫學大樓、病理大樓、復健大樓、兒童大樓等四棟醫療大樓與醫學教育大樓等，為長庚旗下各醫院中院區最大者。與台北長庚併稱「北院區」，院務合一處理。是台灣單一院區中規模最大的醫院，也是全台灣床位數最多的醫院，看診人數和床位數均居全國之冠。院區緊鄰中山高速公路林口交流道，旁邊有以該醫院命名的桃園機場捷運長庚醫院站。
- 桃園長庚紀念醫院

地址：桃園市龜山區頂湖路123號
成立於西元2003年12月15日，別稱桃園長庚、長庚分院，位於桃園市龜山區頂湖路「工四工業區」附近；桃園院區主要為醫學美容中心、健診及中醫醫院。
- 雲林長庚紀念醫院

地址：雲林縣麥寮鄉中興村工業路1500號
成立於西元2009年12月31日，位於雲林縣麥寮鄉的台塑六輕園區大門口前。
- 嘉義長庚紀念醫院

地址：嘉義縣朴子市嘉朴路西段6號
成立於西元2002年1月16日，位於嘉義縣朴子市。
- 高雄長庚紀念醫院

地址：高雄市鳥松區大埤路123號
成立於西元1986年1月1日，鄰近澄清湖、正修科技大學、文山高中，設有醫學大樓、兒童醫院、復健大樓，共三棟醫療大樓，並鄰近前瞻計劃的高雄捷運黃線（鳥松段）高雄長庚醫院站(車站編號:Y04站，又稱為長庚醫院站)。
西元2025年（民國114年）1月1日受高雄市政府委託經營高雄市立大同醫院15年。

### 所屬診所
- 長庚診所，鄰近全聯福利中心興安二店

地址：台北市松山區民生東路三段130巷9號2-4樓。

### 受託經營醫院

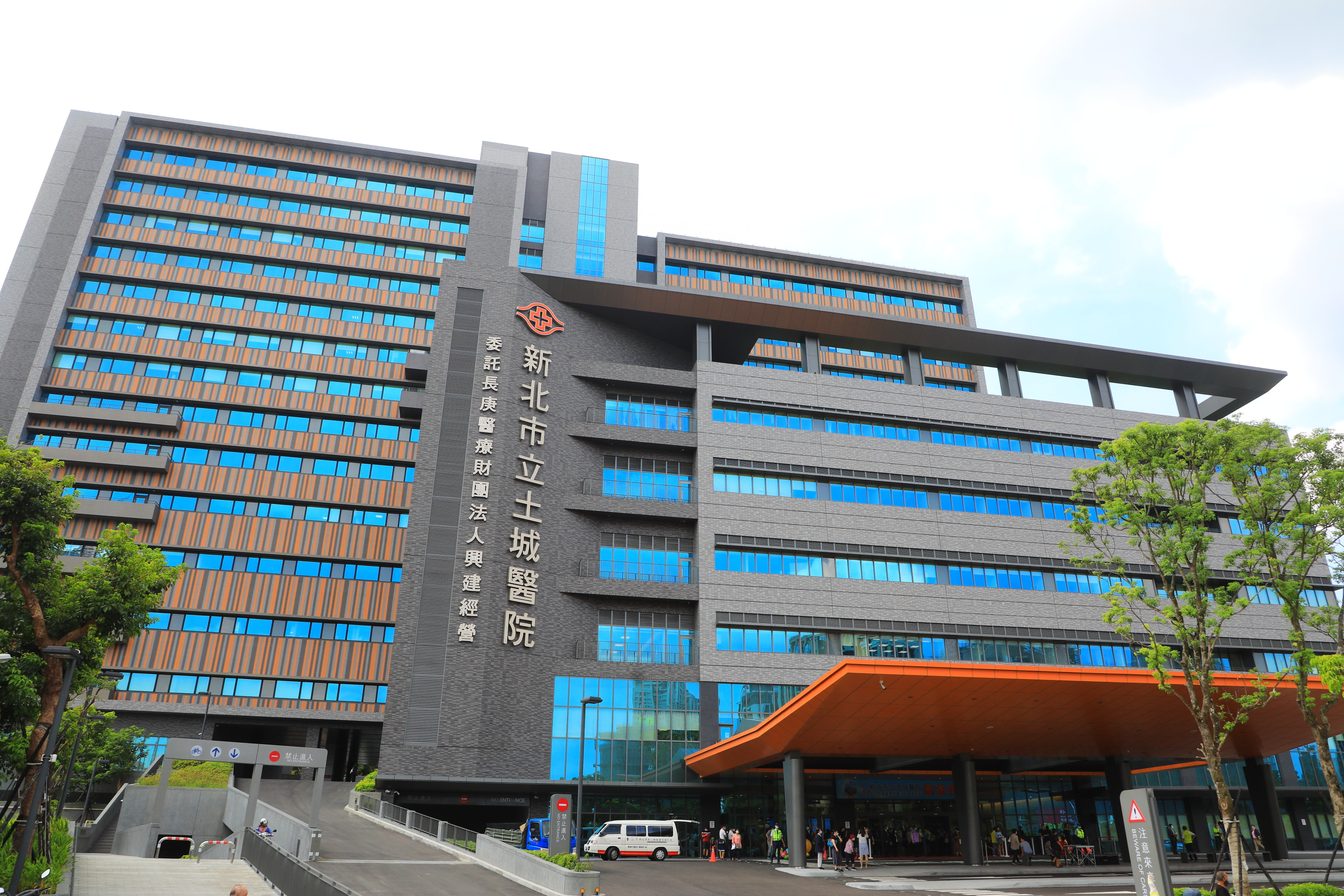
新北市立土城醫院

- 高雄市立鳳山醫院，鄰近大東濕地公園以及高雄捷運橘線大東站。

地址：高雄市鳳山區經武路42號
- 新北市立土城醫院，鄰近萬大樹林線（第二期工程）LG010A站[7]。

地址：新北市土城區金城路二段6號
交通：
1. 醫院建地以金城路二段為聯外道路，北往板橋、永和，南往土城交流道。距離國道三號土城交流道約2.5公里，距離捷運土城站400公尺。
2. 離林口長庚約23公里，車程約40分鐘內。
3. 有多線公車服務，未來捷運萬大線二期經金城路。

規模：
1. 基地面積：9,250.52坪。
2. 總樓地板面積：41,996坪。
3. 醫療棟：地上15層/地下3層。
4. 宿舍棟：地上14層/地下1層。
5. 食：地下1樓設置商店及餐廳（規模與桃園分院相當）。
6. 住：提供員工宿舍（單、雙、四人房），計206間404床。
7. 行：員工停車場、上下班時段往返林口土城交通車。

### 其他附設機構
- 桃園長青護理之家（長青院區的一部分）

地址：桃園市龜山區舊路里東舊路坑26-8號
- 桃園長庚護理之家（桃園長庚醫院院區內）

地址：桃園市龜山區頂湖路123號6樓  開業日期：108年10月
- 嘉義長庚護理之家（嘉義長庚醫院院區內）

地址：嘉義縣朴子市嘉朴路西段6號
- 長庚養生文化村（長青院區的一部分）

地址：桃園市龜山區舊路里長青路2號

### 中国大陆院區
- 華僑大學附屬廈門長庚醫院，2008年5月6日開業，鄰近廈門地鐵2號線新垵站[8]。

- 清華大學附屬北京清華長庚醫院，2014年11月28日開業，鄰近北京地铁5号线天通苑站。

## 投资
- 台灣化學纖維（1326）18.58%
- 台灣塑膠工業（1301）8.21%
- 南亞塑膠（1303）11.05%
- 台塑石化（6505）4.95%
- 台塑六輕廠